# Набонид
Набонид (акадски: Nabû-naʾid) је био последњи владар Нововавилонског царства. Владао је од 556. године п. н. е. до 539. године п. н. е. када Персијанци освајају Вавилон. 

## Владавина
Амел-Мардук, Набукодоносоров син, владао је свега две године након чега је убијен од стране свога зета Нериглисара. И следећи краљ, Лабаши-Мардук, није се дуго задржао на престолу. Године 555. п. н. е. на престо долази Набонид. Лабаши-Мардук је истеран завером племића који су га вероватно и убили. Набонидова владавина позната је преко богатих литерарних краљевских натписа. Позната је и Набонидова група натписа из Харана. Дело је комеморисано у два текста. Први текст представља аутобиографију његове мајке и слави њен дуг живот. Други описује Набонидово ступање на престо и ратовање у Арабији. Набонид је покушао да промени традиционалну вавилонску религију промовишући култ бога Сина на штету бога Мардука. Набонидова владавина завршена је великим поразом којег му је нанео персијски краљ Кир Велики. Немире који су изазвани верским реформама краља Набонида искористили су Персијанци. Војске су се сукобиле код Описа, источно од Тигра. Након победе Кира и масакра над становницима Описа, Вавилонци су му практично дозволили да ушета у Вавилон. Набонид је заробљен. Херодот извештава да је Набонид служио Кира на персијском двору као саветник. 